# Kàmenni gost
Kàmenni gost (transliterat del rus: Каменный гость, El convidat de pedra) és una òpera en tres actes d'Aleksandr Dargomijski. El llibret es basà gairebé literalment en l'obra homònima que formava part de Les petites tragèdies d'Aleksandr Puixkin, al seu torn basada en Don Joan, amb lleugeres modificacions en la redacció i la interpolació de dues cançons. Va ser estrenada al teatre Mariïnski de Sant Petersburg el 16 de febrer de 1872.
D'acord amb els desitjos del compositor, les últimes línies del primer acte van ser compostos per César Cui, i va ser orquestrat en la seva totalitat per Nikolai Rimski-Kórsakov. Molts anys després, Rimski-Kórsakov va revisar la seva pròpia orquestració de l'òpera, i va reescriure alguns dels passatges originals de Dargomijski, i va afegir un preludi orquestral. Aquesta versió, acabada el 1903 i estrenada el 1907 al teatre Bolxoi, es considera ara la versió estàndard.
El convidat de pedra és notable per haver pres el seu text gairebé exactament de l'obra literària en què s'inspira, en lloc de dependre d'un llibret adaptat de la font per donar cabuda a les expectatives del públic de l'òpera com les àries, duos, cors, etc. En conseqüència, el drama musical resultant es compon gairebé totalment dels discursos que els personatges canten en solitari, al seu torn, com en una obra de teatre parlat. Aquest procediment equival a una declaració radical sobre les exigències del llenguatge parlat i el teatre musical i va ser vist per alguns com una devaluació del gènere musical de l'òpera diferent del gènere literari del teatre parlat.